# Lista över Sveriges största glaciärer
Denna artikel är en lista över Sveriges största glaciärer.

## De största glaciärerna i Sverige år 2008[1]
| Nr  | Glaciär               | Landskap | Yta (km²) |
| --- | --------------------- | -------- | --------- |
| 1.  | Stuorrajekna          | Lappland | 12,75     |
| 2.  | Ålmajallosjekna       | Lappland | 12,15     |
| 3.  | Salajekna             | Lappland | 11,10     |
| 4.  | Pårtejekna            | Lappland | 11,10     |
| 5.  | Jåkkåtjkaskajekna     | Lappland | 9,96      |
| 6.  | Suottasjekna          | Lappland | 8,11      |
| 7.  | Mikkajekna            | Lappland | 7,62      |
| 8.  | Ålkatjjekna           | Lappland | 6,56      |
| 9.  | Ruotesjekna           | Lappland | 5,41      |
| 10. | Riuokojekna           | Lappland | 4,99      |
| 11. | Buchtglaciären        | Lappland | 4,65      |
| 12. | Rabots glaciär        | Lappland | 4,22      |
| 13. | Västra Sarekglaciären | Lappland | 4,00      |
| 14. | Södra Akkajekna       | Lappland | 3,94      |
| 15. | Mårmaglaciären        | Lappland | 3,93      |
| 16. | Vartasjekna           | Lappland | 3,64      |
| 17. | Ruopsokjekna          | Lappland | 3,63      |
| 18. | Svenonius glaciär     | Lappland | 3,50      |
| 19. | Vuoinesjekna          | Lappland | 3,35      |
| 20. | Storglaciären         | Lappland | 3,06      |